# Berberis rectinervia
Berberis rectinervia är en berberisväxtart som beskrevs av Henry Hurd Rusby. Berberis rectinervia ingår i släktet berberisar, och familjen berberisväxter. Inga underarter finns listade i Catalogue of Life.